# Euroconsumers
Euroconsumers is een multinationale consumentenvereniging opgericht in 1990, die consumententijdschriften uitgeeft in België (Test-Aankoop), Italië (Altro Consumo), Portugal (Pro Teste) en Spanje (Compra Maestra), met een gezamenlijke oplage van 1,5 miljoen. Het vergelijkend warenonderzoek wordt grotendeels gecentraliseerd binnen ICRT (International Consumer Research and Testing) waaraan de belangrijkste consumentenorganisaties van de hele wereld deelnemen. Sinds 2001 steunt Euroconsumers ook de consumentenorganisatie Pro Teste in Brazilië, die nu met meer dan een kwart miljoen leden de belangrijkste organisatie is in Latijns-Amerika.